# CFETS
Китайская система валютной торговли (CFETS, кит. 中國外匯交易中心) также известная как Национальный центр межбанковского финансирования (NIFC, кит. 全国银行间同业拆借中心) — инфраструктура финансового рынка и электронная торговая платформа в Китае, созданная в 1994 году при Народном банке Китая и расположенная в Шанхае Она предоставляет крупную торговую платформу и центр ценообразования для юаня и продуктов, связанных с иностранной валютой. CFETS - торговая платформа Китайского межбанковского рынка облигаций (и не только китайского рынка репо, который торгуется на Шанхайской фондовой бирже) и участвует в политике Китая по интернационализации юаня. Площадка поднадзорна Народному банку Китая.

## История
CFETS была создана Народным банком Китая 18 апреля 1994 года, первоначально как торговая система Forex (кит. 外汇交易系统), предназначенная для облегчения ликвидности при транзакциях с использованием юаня с японской иеной, британским фунтом, новозеландским долларом, швейцарским франком, малайзийским ринггитом, южноафриканским рандом, дирхамом Объединенных Арабских Эмиратов, венгерским форинтом, датской кроной, норвежской кроной и мексиканским песо. В 1996 году сфера ее применения была расширена до межбанковского финансирования, в 1997 году - до рынка межбанковских облигаций, а в 2005 году - до процентных и валютных деривативов. Это некоммерческая организация, принадлежащая Народному банку Китая, официально описываемая как "дочернее учреждение, напрямую связанное с Народным банком Китая".
CFETS также выполняла функции центрального контрагента до 2009 года, когда эта роль была передана Шанхайской расчётной палате.
CFETS базируется с 2006 года в городе Чжанцзян, с местным резервным центром и удалённым резервным центром в Пекине. У нее также есть региональные центры в Гуанчжоу, Шэньчжэне, Тяньцзине, Цзинане, Даляне, Нанкине, Сямэне, Циндао, Ухане, Чунцине, Чэнду, Чжухае, Шаньтоу, Фучжоу, Нинбо, Сиане, Шэньяне и Хайкоу.
CFETS самоописывается как осуществляющий ежедневный мониторинг рыночных транзакций, а также предоставляющий поддержку и обслуживание для передачи денежно-кредитной политики Народного банка Китая и рыночных саморегулируемых организаций. Он публикует рыночные ориентиры, включая центральный паритетный курс юаня, Шанхайскую межбанковскую ставку предложения (Shibor), индекс CFETS в юанях, основную ставку кредита (LPR), базовую ставку в юанях, индексы облигаций, кривые доходности и т.д., Предлагая базовые цены для рынка. В 2018 году объем торгов на CFETS превысил 1 трлн юаней. Она обслуживала более 20 000 участников внутреннего рынка, более 800 зарубежных учреждений и более 42 000 пользователей информации и регулирующих органов.
Зарубежными участниками системы являются центральные банки и фонды национального благосостояния.